# Силвија ди Пјетро
Силвија ди Пјетро (итал. Silvia Di Pietro; Рим, 6. април, 1993) је италијанска пливачица, која трентно држи италијанске рекорде на 50 м делфин 25,78 и 50 м словодно 24,84. Ови рекорди су постављени 19. и 24. августа 2014. године на Европском првенству 2014. у Берлину.

## Каријера
На Светском јуниорском првенству 2008. године у Монтереју поставила је нови рекорд првенства са 26,77 у дисциплини 50 м делфин. Држи и италијанске рекорде у млађим категоријама на 50 м делфин укратким базенима (25,78), а 100 м делфин 58,66 а код стријих јуниорки 1:00,60 и 50 м слободно 26,23. На Светском првенству у Барселони 2013. поставила је нов италијански рекорд са штафетом 4 х 100 м слободно 3:39,50. Штафета је пливала у саставу Аличе Мицау, Федерика Пелегрини. Силвија ди Пјетро и Ерика Ферајоли.

## Резултати
| Светска првенства                   | 50 м слободно           | ---             | 50 м делфин      | ---                | 4×100 м слободно          | ---                      | ---             | ---                |
| 2009. Рим · Италија                 | ---                     | ---             | 11. пф. 26,00 НР | ---                | 13. групе 3:41;07 (56,62) | ---                      | ---             | ---                |
| 2013. Барселона · Шпанија           | 17. пф 25,24            | ---             | 12. пф 26,35     | ---                | 10. 3:39,50 (55,12)       | ---                      | ---             | ---                |
| Светска првенства (25м)             | 50 м слободно           | 100 м слободно  | 50 м делфин      | 100 м делфин       | 4×100 м слободно          | 4×50 м мешовито          | ---             | ---                |
| 2012. Истанбул · Турска             | ---                     | ---             | 11. пф 26,00     | 7. фин 58,14       | ---                       | ---                      | ---             | ---                |
| 2014. Доха · Катар                  | ---                     | ---             | ---              | ---                | 3:29,48                   | 1:37,90                  | ---             | ---                |
| Евроска првенства                   | 5о м слободно           | ---             | 50 м делфин      | 100 м делфин       | 4×100 м слободно          | 4×100 м мешовито         | ---             | ---                |
| 2010. Будимпешта · Мађарска         | 27. групе 26,26         | ---             | 9. пф 26,76      | 27. групе 1:01,49  | ---                       | ---                      | ---             | ---                |
| 2012. Дебрецин · Мађарска           | ---                     | ---             | 5. фин 26,44     | 4. фин 58,84       | ---                       | 4:04,99 (59,32)          | ---             | ---                |
| 2014. Берлин · Немачка              | ---                     | ---             | 5. фин 25,78     | ---                | ---                       | ---                      | ---             | ---                |
| 2016. Лондон · Уједињено Краљевство | ---                     | ---             | ---              | ---                | 3:37,68 (55,00)           | ---                      | ---             | ---                |
| Европска првенства (25м)            | 50 м слободно           | 100 м слободно  | 50 м делфин      | 100 м делфин       | 4×100 м слободно          | 4×50 м мешовито          | 4×50 m sl mista | 4×50 m misti mista |
| 2008. Ријека · Хрватска             | 23. групр 25,43         | 19. групе 55,02 | 11. пф 26,52     | 19. гропе 59,41    | 4. фин 1:38.88 (25,34)    | 1:47,05 (26,04)          | ---             | ---                |
| 2009. Истанбул · Турска             | 35. групе 25,56         | 47. групе 55,63 | 11. пф 26,01     | 9. пф 57,99        | 4. фин 1;39.03 (24:69)    | 8. фин 1:47.70 (25:07)   | ---             | ---                |
| 2012 Шартр · Француска              | 13ª in semifinale 25"11 | ---             | 7. фин 26,10     | 7. фин 58,66       | 4. фин 1:32,40 (24,81)    | 5. фин 1:48,37 (24,52)   | ---             | ---                |
| 2013. Хернинг · Данска              | ---                     | ---             | 5. фин 25:99     | ---                | ---                       | ---                      | 1:30,26         | ---                |
| 2015 Нетанј · Израел                | ---                     | ---             | 25,26            | ---                | 1:36.05 (24,03)           | 1:45,73 (24,98)          | 1:29,26 (23,63) | 1:38.33 (25,24)    |
| Медитеранске игре                   | 50 м слободно           | 100 м слободно  | 50 м делфин      | 100 м делфин       | 4×100 м слободно          | 4×100 м мешовито         | ---             | ---                |
| 2013. Мерсин · Турска               | 25,37 56,11             | 26,63           | ---              | квал. (1—3:41,61)* | 4:04.58                   | ---                      | ---             |                    |
| Светска првенства за јуниоре У-18   | 50 м слободно           | 100 м слободно  | 50 м делфин      | 100 м делфин       | 4×100 м слободно          | 4×100 м мешовито         | ---             | ---                |
| 2008. Монтреј · Мексико             | ---                     | ---             | 26,77            | 59,60              | ---                       | ---                      | ---             | ---                |
| Европска првенства У-19             | 50 м слободно           | 100 м слободно  | 50 м делфин      | 100 м делфин       | 4×100 м слободно          | 4×100 м мешовито         | ---             | ---                |
| 2008. Београд · Србија              | 4. фин. 26,07           | 56,17           | 16,83            | 59,28              | ---                       | 4. фин 4:12,94 (1:00:72) | ---             | ---                |
| 2009. Праг · Чехословачка           | 25,59                   | 55,58           | 26,33            | 59,44              | 3:46,57 (56:19)           | 4:08,03 (56,03)          | ---             | ---                |